# Eleccions generals d'Irlanda del Nord de 1953
Les eleccions generals d'Irlanda del Nord de 1953 es van celebrar el 20 de març de 1953 amb una nova incontestable victòria del Partit Unionista de l'Ulster (PUU) de Basil Brooke.

## Resultats
| Partit                         | Líder           | Vot popular | %     | Escons | Canvi (de 1953) |
| Partit Unionista               | Basil Brooke    | 125.379     | 48,6% | 38     | +1              |
| Unionista independent          |                 | 32.998      | 12,8% | 1      | -2              |
| Laboristes                     |                 | 31.360      | 12,1% |        |                 |
| Nacionalistes                  | James McSparran | 27.796      | 10,8% | 7      | -2              |
| Laboristes irlandesos          | William Norton  | 13.223      | 5,1%  | 1      | +1              |
| Lliga Antipartició             | James McSparran | 7.728       | 3,0%  | 2      | +1              |
| Laborista irlandès independent |                 | 6.639       | 2,6%  | 0      |                 |
| Partit Republicà Laborista     | Harry Diamond   | 5.947       | 2,3%  | 1      | +1              |
| Laboristes independents        |                 | 3.902       | 1,5%  | 1      |                 |
| Independent                    |                 | 1.745       | 0,7%  | 1      |                 |
| Comunistes                     |                 | 1.207       | 0,5%  |        |                 |